# Longuicher Bach
Der Longuicher Bach ist ein rechter Zufluss der Mosel in Longuich, Rheinland-Pfalz.
Er hat eine Länge von 3,265 Kilometern, ein Wassereinzugsgebiet von
2,994 Quadratkilometern und die Fließgewässerkennziffer 267194.
Er entspringt im Longuicher Wald an den Gemarkungsgrenzen zu Mertesdorf und Fell, unterquert die Autobahn 1, fließt an der Thalmühle vorbei und mündet am östlichen Ortsrand von Longuich in die Mosel.